# Bolmen
Der Bolmen ist der größte See im westlichen Teil Smålands in Schweden. Er liegt etwa 80 Kilometer südlich von Jönköping.
Der Name Bolmen stammt aus dem Altschwedischen (schwedisch Fornsvenska) und wird auf das Jahr 1689 datiert. Er lautete damals „Bollmen Lacus“, was „Großer See“ (schwedisch Storsjön) bedeutet.
Der See hat viele Inseln – laut einer Sage sind es 365 – von denen Bolmsö die größte ist. Weiterhin befindet sich die bis 1932 unkartierte Inselgruppe der Tira-Inseln im See.
Der Bolmen gehört größtenteils zur Gemeinde Ljungby, Teile des Sees gehören zu den Gemeinden Hylte und Värnamo.
Der See dient der Trinkwasserversorgung für mehrere südschwedische Orte, u. a. Lund. Das Wasser wird durch den Bolmentunnel nach Schonen geleitet. Der natürliche Ablauf des Sees ist der Fluss Bolmån, welcher wiederum der größte Zufluss des Lagan ist.
Am südlichen Ende des Bolmen befand sich im 13. Jahrhundert die Burg Piksborg. Die Anlage ist heute noch zu erkennen, die Gebäude existieren aber nicht mehr, da sie aus Holz gebaut waren. In Piksborg überquert der Radwanderweg „Banvallsleden“ den Bolmen.
Im Bolmen kommen 24 Fischarten vor. Unter anderem gibt es Zander, Hecht, Barsch, Aal, Brasse (Brachse), Schleie, Rotfeder, Rotauge, Aalquappe, Lachs, Lachsforelle.

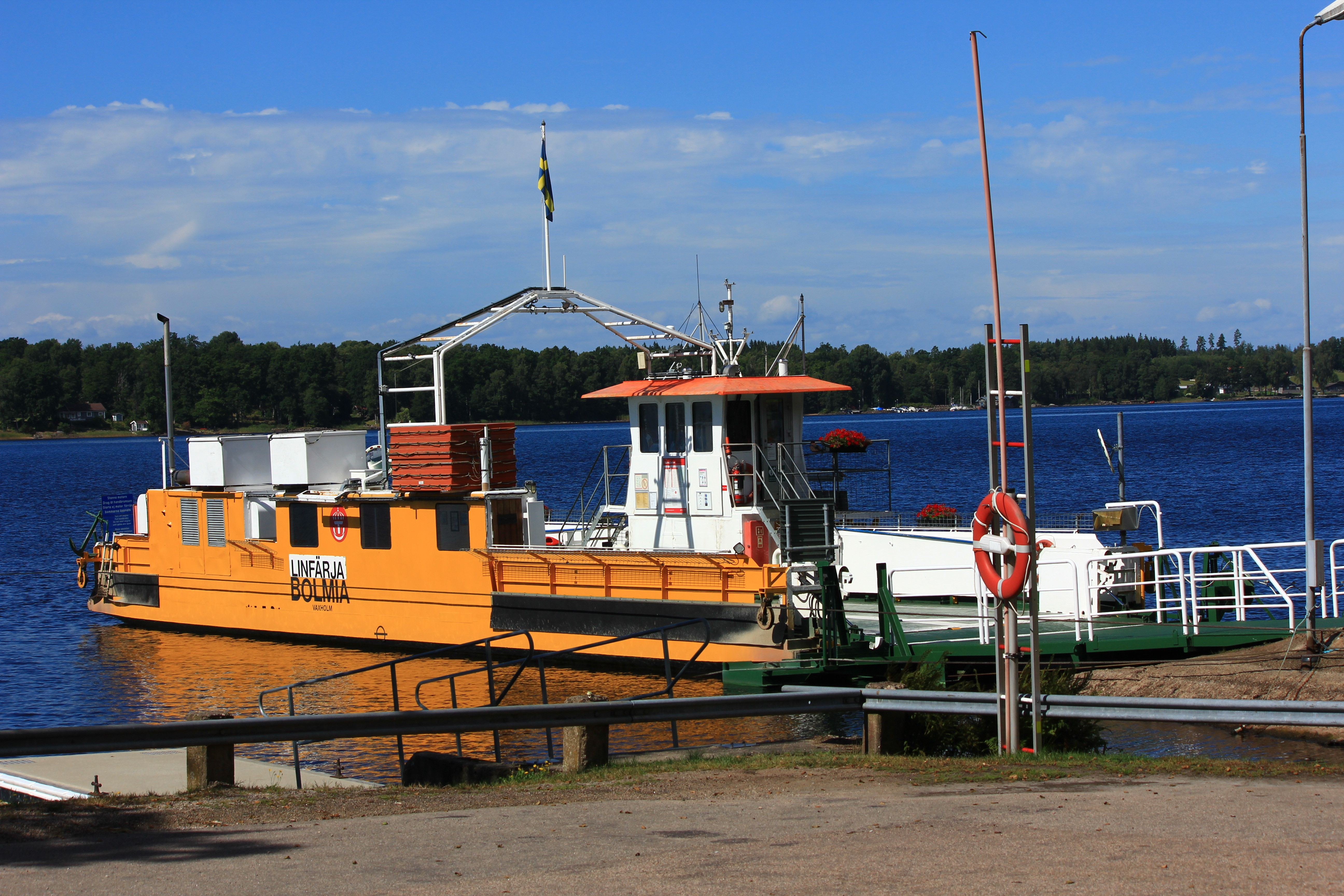
Fähre zwischen Bolmsö und Sunnaryd im August 2022

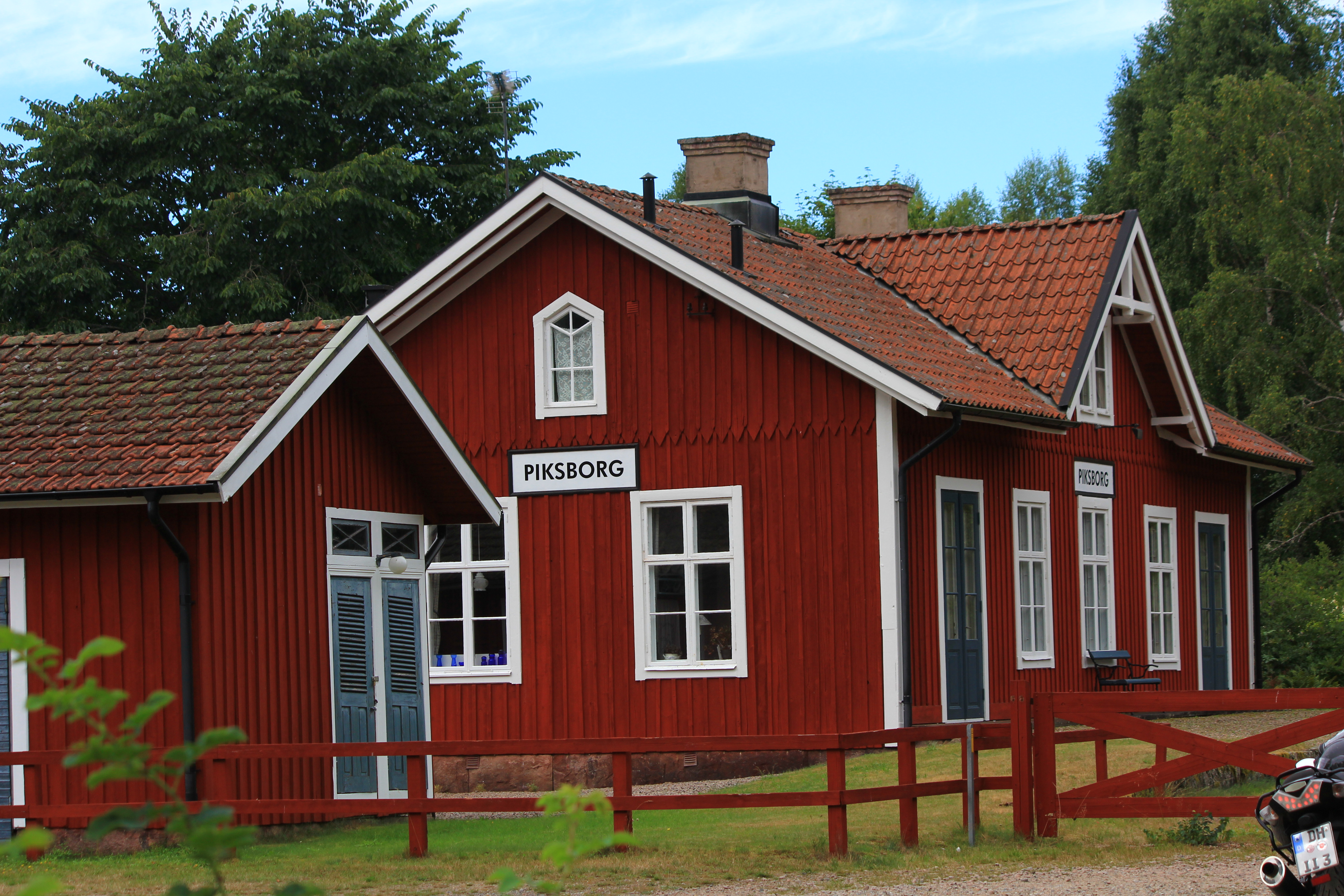
Der ehemalige Bahnhof von Piksborg direkt am Bolmen. Die ehemalige Bahnstrecke wurde zum Radwanderweg (Banvallsleden) umfunktioniert

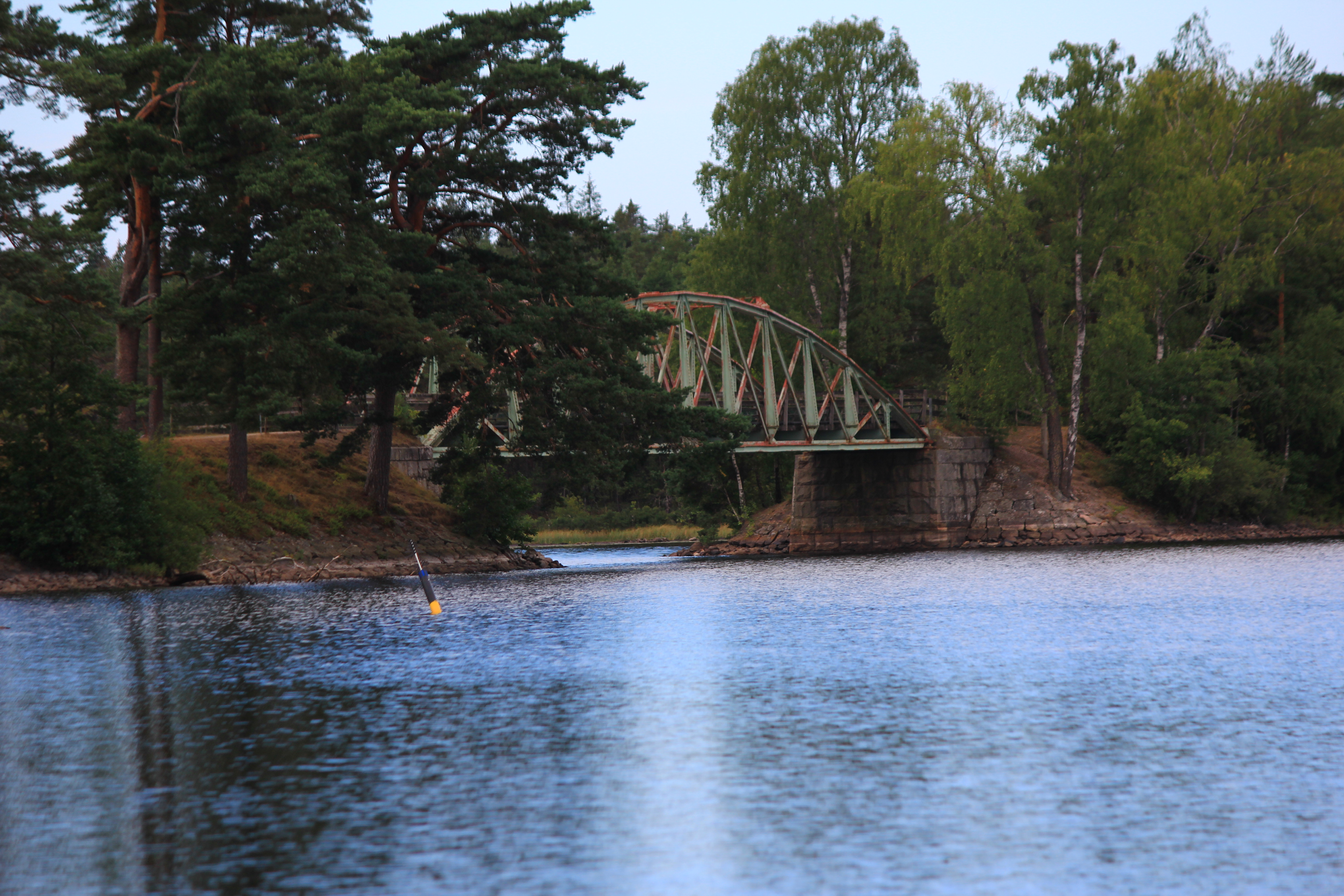
Die Brücke der ehemaligen Bahnlinie über den Bolmen. Heute führt der Radwanderweg „Banvallsleden“ über diese Trasse